# Margot Robbie
Margot Robbie (født 2. juli 1990 i Dalby, Queensland, Australien) er en australsk skuespiller. Hun startede med en rolle i den australske sæbeopera Neighbours i 2008, hvorefter hun blandt andet har spillet med i tv-serien Pan Am og spillefilmene About Time, The Wolf of Wall Street og Barbie.

## Filmografi
Margot Robbie har blandt andet spillet med i følgende film og tv-serier.

### Film
- About Time som Charlotte (2013)
- The Wolf of Wall Street som Naomi Lapaglia (2013)
- Suite Française som Celine Joseph (2014)
- Z for Zachariah som Ann Burden (2015)
- Focus som Jess (2015)
- Fun House som Tanya (2016)
- Tarzan som Jane Porter (2016)
- Suicide Squad som Dr. Harleen F. Quinzel / Harly Quinn (2016)
- I, Tonya (2017)
- Once Upon a time in Hollywood som Sharon Tate (2019)
- Birds of Prey (2020)
- The Suicide Squad (2021)
- Barbie The Movie (2023)

### TV-serier
- City Homicide som Caitlin Brentford (2008)
- Review with Myles Barlow som Kelly (2008)
- The Elephant Princess som Butterfly (2008)
- I.C.U. som Tristan Waters (2009)
- Neighbours som Donna Fredman/Donna Brown (2008-2011)